# August Paetsch
August Ferdinand Paetsch (* 9. Januar 1817 in Berlin; † 14. Dezember 1884 in Moabit) war ein deutscher Theaterschauspieler und Opernsänger (Bariton).

## Leben
August Paetsch war ein beliebter Bonvivant und Charakterdarsteller. Er war hauptsächlich an den Hoftheatern in Weimar und Coburg-Gotha engagiert, unternahm aber auch Ensemblegastspiele, als deren „Star“ er figurierte. Rollen wie: „Ringelstern“ (Bürgerlich und Romantisch), „Baron Jacob“ (Ball zu Ellerbrunn), „Cato von Eisen“, „Cesar“ (Er muß aufs Land), „Baron“ (Krisen), Doctor Wespe, „Bolz“ (Die Journalisten) etc. gehörten zu seinen besten Rollen. Er war ein Künstler alten Schlages, gewissenhaft, pflichteifrig und von starkem Charakterisierungstalent.
Am 28. August 1850 wirkte er bei der Uraufführung des Lohengrin als Heerrufer des Königs mit.
Er starb am 14. Dezember 1884 in Moabit bei Berlin.
Verheiratet war er mit Auguste Netz.